# تبار، اسپانیا
تبار (به اسپانیایی: Tébar) یک شهرستان در اسپانیا است که در استان کوئنکا واقع شده‌است.